# Black Ice World Tour
Black Ice World Tour – światowa trasa koncertowa grupy muzycznej AC/DC, która trwała w latach 2008–2010.  W 2008 zespół dał 28 koncertów w USA. W 2009 zespół dał 47 koncertów w USA, 48 koncertów w Europie i 4 w Ameryce Południowej. W 2010 zespół dał 14 koncertów w Oceanii, 3 w Japonii, 5 w USA i 19 w Europie.
W maju 2011 miał premierę film koncertowy Live at River Plate, dokumentujący trasę australijskiego zespołu, a w listopadzie 2012 ukazał się dwupłytowy album z koncertu na stadionie River Plate w Buenos Aires – Live at River Plate.

## Program koncertów
1. „Rock’N’Roll Train”
2. „Hell Ain’t Bad Place to Be”
3. „Back In Black”
4. „Big Jack”
5. „Dirty Deeds Done Dirt Cheap”
6. „Shot Down In Flames” (grane od 20 lutego 2008 do 28 czerwca 2010; nie było grane 30 czerwca w Oslo)
7. „Thunderstruck”
8. „Black Ice” (grane od 28 stycznia 2010 do 28 czerwca 2010)
9. „The Jack”
10. „Hells Bells”
11. „Shoot To Thrill” (pominięte 28 czerwca w Wilkes-Barre)
12. „War Machine” (pominięte 30 maja w Oslo)
13. „Dog Eat Dog” (grane od 13 maja 2009 do 6 grudnia 2009)
14. „High Voltage” (grane od 28 stycznia 2010 do 28 czerwca 2010)
15. „Anything Goes” (grane od 28 października 2008 do 24 października 2009)
16. „You Shook Me All Night Long”
17. „T.N.T”
18. „Whole Lotta Rosie”
19. „Let There Be Rock"

Bisy:
1. „Highway To Hell”
2. „For Those About To Rock (We Salute You)” (pominięte 30 maja 2010 w Oslo)

## Koncerty w 2008
1. 28 października 2008 – Wilkes-Barre, Pensylwania, USA – Wachovia Arena
2. 30 października 2008 – Rosemont, Illinois, USA – Allstate Arena
3. 1 listopada 2008 – Rosemont, Illinois, USA – Allstate Arena
4. 3 listopada 2008 – Indianapolis, Indiana, USA – Consesco Fieldhouse
5. 5 listopada 2008 – Auburn Hills, Michigan, USA – The Palace of Auburn Hills
6. 7 listopada 2008 – Toronto, Kanada – Rogers Centre
7. 9 listopada 2008 – Boston, Massachusetts, USA – TD Banknorth Garden
8. 12 listopada 2008 – Nowy Jork, USA – Madison Square Garden
9. 13 listopada 2008 – Nowy Jork, Nowy Jork, USA – Madison Square Garden
10. 15 listopada 2008 – Waszyngton, USA – Verizon Center
11. 17 listopada 2008 – Filadelfia, Pensylwania, USA – Wachovia Center
12. 19 listopada 2008 – East Rutherford, New Jersey, USA – Izod Center
13. 21 listopada 2008 – Columbus, Ohio, USA – Jerome Schottenstein Center
14. 23 listopada 2008 – Saint Paul, Minnesota, USA – Xcel Energy Center
15. 25 listopada 2008 – Denver, Kolorado, USA – Pepsi Center
16. 28 listopada 2008 – Vancouver, Kolumbia Brytyjska – General Motors Place
17. 30 listopada 2008 – Tacoma, Waszyngton, USA – Tacoma Dome
18. 2 grudnia 2008 – Oakland, Kalifornia, USA – Oracle Arena
19. 4 grudnia 2008 – Oakland, Kalifornia, USA – Oracle Arena
20. 6 grudnia 2008 – Inglewood, Kalifornia, USA – Kia Forum
21. 8 grudnia 2008 – Inglewood, Kalifornia, USA – The Forum
22. 10 grudnia 2008 – Phoenix, Arizona, USA – US Airways Center
23. 12 grudnia 2008 – San Antonio, Teksas, USA – AT&T Center
24. 14 grudnia 2008 – Houston, Teksas, USA – Toyota Center
25. 16 grudnia 2008 – Atlanta, Georgia, USA – Philips Arena
26. 18 grudnia 2008 – Charlotte, Karolina Północna, USA – Time Warner Cable Arena
27. 20 grudnia 2008 – Sunrise, Floryda – BankAtlantic Center
28. 21 grudnia 2008 – Tampa, Floryda, USA – St. Pete Times Forum

## Koncerty w 2009
Ameryka Północna – część 1
1. 5 stycznia 2009 – Cleveland, Ohio, USA – Quicken Loans Arena
2. 7 stycznia 2009 – Pittsburg, Pensylwania, USA – Mellon Arena
3. 9 stycznia 2009 – Toronto, Kanada – Rogers Centre
4. 11 stycznia 2009 – Cincinnati, Ohio, USA – U.S. Bank Arena
5. 13 stycznia 2009 – Saint Louis, Missouri, USA – Scottrade Center
6. 15 stycznia 2009 – Omaha, Nebraska, USA – Qwest Center
7. 17 stycznia 2009 – Fargo, Dakota Północna, USA – FargoDome
8. 19 stycznia 2009 – Saint Paul, Minnesota, USA – Xcel Energy Center
9. 21 stycznia 2009 – Kansas City, Missouri, USA – Sprint Center
10. 23 stycznia 2009 – Dallas, Teksas, USA – American Airlines Center
11. 26 stycznia 2009 – Tulsa, Oklahoma, USA – BOK Center
12. 28 stycznia 2009 – North Little Rock, Arizona, USA – Alltel Arena
13. 30 stycznia 2009 – Memphis, Tennessee, USA – FedEx Forum
14. 31 stycznia 2009 – Nashville, Tennessee, USA – Sommet Center

Europa – część 1
1. 18 lutego 2009 – Oslo, Norwegia – Telenor Arena
2. 20 lutego 2009 – Sztokholm, Szwecja – Ericsson Globe
3. 22 lutego 2009 – Sztokholm, Szwecja – Ericsson Globe
4. 25 lutego 2009 – Paryż, Francja – Palais Omnisports de Paris-Bercy
5. 27 lutego 2009 – Paryż, Francja – Palais Omnisports de Paris-Bercy
6. 1 marca 2009 – Antwerpia, Belgia – Sportpaleis
7. 5 marca 2009 – Erfurt, Niemcy – Messehalle
8. 7 marca 2009 – Düsseldorf, Niemcy – ISS Dome
9. 9 marca 2009 – Oberhausen, Niemcy – König Pilsener Arena
10. 11 marca 2009 – Brema, Niemcy – AWD-Dome
11. 13 marca 2009 – Rotterdam, Holandia – Ahoy
12. 15 marca 2009 – Dortmund, Niemcy – Westfalenhalle
13. 17 marca 2009 – Praga, Czechy – O2 Arena
14. 19 marca 2009 – Mediolan, Włochy – Mediolanum Forum
15. 21 marca 2009 – Mediolan, Włochy – Mediolanum Forum
16. 23 marca 2009 – Budapeszt, Węgry – Budapest Sports Arena
17. 25 marca 2009 – Frankfurt, Niemcy – Festhalle
18. 27 marca 2009 – Monachium, Niemcy – Olympiahalle
19. 31 marca 2009 – Barcelona, Hiszpania – Palau Sant Jordi
20. 2 kwietnia 2009 – Madryt, Hiszpania – Palacio de Deportes
21. 4 kwietnia 2009 – Bilbao, Hiszpania – Bizkaia Arena
22. 6 kwietnia 2009 – Zurych, Szwajcaria – Hallenstadion (przeniesiony z 29 marca 2009)
23. 14 kwietnia 2009 – Londyn – O2 Arena
24. 16 kwietnia 2009 – Londyn, Anglia – O2 Arena
25. 18 kwietnia 2009 – Dublin, Irlandia – The O2
26. 21 kwietnia 2009 – Manchester, Anglia – Evening News Arena
27. 23 kwietnia 2009 – Birmingham, Anglia – LG Arena

Europa – część 2
1. 13 maja 2009 – Lipsk, Niemcy – Zentralstadion
2. 15 maja 2009 – Monachium, Niemcy – Olympiastadion
3. 17 maja 2009 – Gelsenkirchen, Niemcy – Veltins-Arena
4. 19 maja 2009 – Kolonia, Niemcy – RheinEnergieStadion
5. 22 maja 2009 – Hockenheim, Niemcy – Hockenheimring
6. 24 maja 2009 – Wiedeń, Austria – Ernst-Happel-Stadion
7. 26 maja 2009 – Belgrad, Serbia – Stadion Partizana
8. 28 maja 2009 – Ateny, Grecja – Olympiakó Stadió
9. 3 czerwca 2009 – Lizbona, Portugalia – Estádio José Alvalade
10. 5 czerwca 2009 – Madryt, Hiszpania – Estadio Vicente Calderón
11. 7 czerwca 2009 – Barcelona, Hiszpania – Estadi Olímpic Lluís Companys
12. 9 czerwca 2009 – Marsylia, Francja – Stade Vélodrome
13. 12 czerwca 2009 – Paryż, Francja – Stade de France
14. 15 czerwca 2009 – Oslo, Norwegia – Valle Hovin
15. 17 czerwca 2009 – Helsinki, Finlandia – Olympiastadion
16. 19 czerwca 2009 – Kopenhaga, Dania – Parken Stadion
17. 21 czerwca 2009 – Göteborg, Szwecja – Ullevi Stadion
18. 23 czerwca 2009 – Amsterdam, Holandia – Amsterdam ArenA
19. 26 czerwca 2009 – Londyn, Anglia – Stadion Wembley
20. 28 czerwca 2009 – Naas, Irlandia – Punchestown Racecourse
21. 30 czerwca 2009 – Glasgow, Szkocja – Hampden Park

Ameryka Północna – część 2
1. 28 lipca 2009 – Foxborough, Massachusetts, USA – Gillette Stadium
2. 31 lipca 2009 – East Rutherford, New Jersey, USA – Giants Stadium
3. 2 sierpnia 2009 – Albany, Nowy Jork – Times Union Center
4. 6 sierpnia 2009 – Moncton, Nowy Brunszwik, USA – Magnetic Hill Concert Site
5. 8 sierpnia 2009 – Montreal, Quebec, Kanada – Stade Olympique
6. 10 sierpnia 2009 – Ottawa, Ontario, Kanada – Scotiabank Place
7. 14 sierpnia 2009 – Chicago, Illinois, USA – United Center
8. 16 sierpnia 2009 – Auburn Hills, Michigan, USA – The Palace of Auburn Hills
9. 18 sierpnia 2009 – Grand Rapids, Michigan, USA – Van Andel Arena
10. 22 sierpnia 2009 – Winnipeg, Manitoba, Kanada – Canad Inns Stadium
11. 24 sierpnia 2009 – Regina, Saskatchewan, Kanada – Mosaic Stadium at Taylor Field
12. 26 sierpnia 2009 – Edmonton, Alberta, Kanada – Commonwealth Stadium
13. 29 sierpnia 2009 – Vancouver, Kolumbia Brytyjska, Kanada – BC Place Stadium
14. 31 sierpnia 2009 – Tacoma, Waszyngton, USA – Tacoma Dome
15. 2 września 2009 – San Jose, Kalifornia, USA – SAP Center
16. 4 września 2009 – Fresno, Kalifornia, USA – Save Mart at Fresno Center
17. 6 września 2009 – San Diego, Kalifornia, USA – San Diego Sports Arena
18. 8 września 2009 – Anaheim, Kalifornia, USA – Honda Center

Ameryka Północna – część 3
1. 16 października 2009 – Waszyngton, USA – Verizon Center
2. 18 października 2009 – Buffalo, Nowy Jork, USA – HSBC Arena
3. 21 października 2009 – Filadelfia, Pensylwania, USA – Wachovia Center
4. 23 października 2009 – Atlanta, Georgia, USA – Philips Arena
5. 25 października 2009 – Greensboro, Karolina Północna, USA – Greensboro Coliseum
6. 28 października 2009 – Nowy Orlean, Luizjana, USA – New Orleans Arena
7. 30 października 2009 – Jacksonville, Floryda, USA – Veterans Memorial Arena
8. 2 listopada 2009 – Dallas, Teksas, USA – American Airlines Center
9. 4 listopada 2009 – Oklahoma City, Oklahoma, USA – Ford Center
10. 6 listopada 2009 – Austin, Teksas, USA – Frank Erwin Center
11. 8 listopada 2009 – Houston, Teksas, USA – Toyota Center
12. 12 listopada 2009 – Meksyk, Meksyk – Foro Sol
13. 15 listopada 2009 – El Paso, Teksas, USA – Don Haskins Center
14. 19 listopada 2009 – Orlando, Floryda, USA – Amway Arena
15. 21 listopada 2009 – San Juan, Portoryko, USA – Coliseo de Puerto Rico

Ameryka Południowa
1. 27 listopada 2009 – São Paulo, Brazylia – Estádio do Morumbi
2. 2 grudnia 2009 – Buenos Aires, Argentyna – Estadio Monumental Antonio Vespucio Liberti
3. 4 grudnia 2009 – Buenos Aires, Argentyna – Estadio Monumental Antonio Vespucio Liberti
4. 6 grudnia 2009 – Buenos Aires, Argentyna – Estadio Monumental Antonio Vespucio Liberti

## Koncerty w 2010
Oceania
1. 28 stycznia 2010 – Wellington, Nowa Zelandia – Westpac Stadium
2. 30 stycznia 2010 – Wellington, Nowa Zelandia – Westpac Stadium
3. 4 lutego 2010 – Auckland, Nowa Zelandia – Western Springs Stadium
4. 11 lutego 2010 – Melbourne, Australia – Etihad Stadium
5. 13 lutego 2010 – Melbourne, Australia – Etihad Stadium
6. 15 lutego 2010 – Melbourne, Australia – Etihad Stadium
7. 18 lutego 2010 – Sydney, Australia – ANZ Stadium
8. 20 lutego 2010 – Sydney, Australia – ANZ Stadium
9. 22 lutego 2010 – Sydney, Australia – ANZ Stadium
10. 25 lutego 2010 – Brisbane, Australia – QSAC
11. 27 lutego 2010 – Brisbane, Australia – QSAC
12. 2 marca 2010 – Adelaide, Australia – Adaleide Oval
13. 6 marca 2010 – Perth, Australia – Subiaco Oval
14. 8 marca 2010 – Perth, Australia – Subiaco Oval

Japonia
1. 12 marca 2010 – Tokio, Saitama Super Arena
2. 14 marca 2010 – Tokio, Saitama Super Arena
3. 16 marca 2010 – Osaka, Kyocera Dome

Ameryka Północna
1. 9 kwietnia 2010 – Las Vegas, Nevada, USA – MGM Grand Garden Arena
2. 11 kwietnia 2010 – Kansas City, Missouri, USA – Sprint Center
3. 13 kwietnia 2010 – Louisville, Kentucky, USA – Freedom Hall
4. 15 kwietnia 2010 – Milwaukee, Wisconsin, USA – Bradley Center
5. 17 kwietnia 2010 – Des Moines, Iowa, USA – Wells Fargo Arena

Europa
1. 14 maja 2010 – Sofia, Bułgaria – Stadion Narodowy
2. 16 maja 2010 – Bukareszt, Rumunia – Piața Constituției
3. 19 maja 2010 – Udine, Włochy – Stadio Friuli
4. 22 maja 2010 – Wels, Austria – Lotnisko Wels
5. 25 maja 2010 – Hanower, Niemcy – Messegelände
6. 27 maja 2010 – Warszawa – Lotnisko Bemowo
7. 30 maja 2010 – Oslo, Norwegia – Valle Hovin
8. 1 czerwca 2010 – Tampere, Finlandia – Ratinan stadion
9. 3 czerwca 2010 – Sztokholm, Szwecja -Olympiastadion
10. 5 czerwca 2010 – Horsens, Dania – CASA Arena Horsens
11. 8 czerwca 2010 – Berno, Szwajcaria – Stade de Suisse
12. 11 czerwca 2010 – Leicestershire, Anglia – Donington Park
13. 13 czerwca 2010 – Stuttgart, Niemcy – Cannstatter Wasen
14. 15 czerwca 2010 – Nicea, Francja – Stade Charles-Ehrmann
15. 18 czerwca 2010 – Paryż, Francja – Stade de France
16. 20 czerwca 2010 – Drezno, Niemcy – Ostragehege
17. 22 czerwca 2010 – Berlin, Niemcy – Olympiastadion
18. 26 czerwca 2010 – Sewilla, Hiszpania – Estadio La Cartuja
19. 28 czerwca 2010 – Bilbao, Hiszpania – Estadio San Mamés

## Koncerty odwołane
1. 3 marca 2009 – Antwerpia, Belgia – Sportpaleis (odwołany z powodu choroby Briana Johnsona)
2. 1 października 2009 – Phoenix, Arizona, USA – US Airways Center (Pierwotnie przełożony z powodu leczenia Briana Johnsona. Na skutek konfliktu harmonogramu koncertowego grupy koncert ostatecznie odwołano)

## Artyści supportujący AC/DC
- Accept (Hanower i Stuttgart)
- Amajlija (Belgrad)
- The Answer (od 28 października 2008 do 8 listopada 2009, Zurych (6 kwietnia 2009) i Lizbona (3 czerwca 2009))
- Anvil (East Rutherford, Foxborough i Moncton)
- Audrey Horne (Oslo (30 października 2010))
- Black City (Horsens)
- Black Frog (Milwaukee)
- Blake (Helsinki)
- The Blizzard (Naas)
- Boon (Wels i Hanower)
- Broken Spurs (Louisville)
- Bullet for My Valentine (Göteborg)
- Héroes del Asfalto (Buenos Aires)
- Café Bertrand (Marsylia i Paryż (12 czerwca 2009))
- Calling All Cars (11 lutego – 8 marca 2010)
- The Checks (Wellington i Auckland)
- Claudia Cane Band (13-24 maja 2009)
- Drive Like Maria (Amsterdam)
- Dżem (Warszawa)
- The Floor is Made of Lava (Kopenhaga)
- Hardcore Superstar (Sztokholm (3 czerwca 2010))
- Héroes del Asfalto (Buenos Aires)
- Down (Bukareszt)
- Kaiser Franz Josef (Wels)
- Killing Machine (Nice i Paryż (18 czerwca 2010))
- Конкурент (Sofia)
- Krokus (Berno)
- Las Pelotas (Buenos Aires)
- The Las Vegas (Des Moines)
- Los Perros del Boogie (Sewilla i Bilbao; 28 czerwca 2010)
- Megaphone (Orlando)
- Mil Muertos (San Juan)
- Mundo Cão (Lizbona)
- Mustang (Meksyk)
- Nasi (São Paulo)
- The New Black (Stuttgart i Drezno)
- Redwood (Zurych)
- Room77 (Stuttgart)
- Shaman’s Harvest (Kansas City (15 kwietnia 2010))
- Shidad (Wellington i Auckland)
- Skambankt (Oslo (16 czerwca 2009))
- Slash (Nicea i Paryż (18 czerwca 2010))
- Maurizio Solieri (Udine)
- The Subways (Londyn (26 czerwca 2009) i Glasgow)
- Jonathan Tyler and the Northern Lights (El Paso)
- Le Vibrazioni (Udine)
- The Vicous Five (Londyn)
- Volbeat (Wels, Drezno i Berlin)
- Wolfmother (11 lutego – 8 marca 2010)
- Zero Nine (Tampere)

## Muzycy
- Brian Johnson – wokal prowadzący
- Angus Young – gitara prowadząca
- Malcolm Young – gitara rytmiczna, wokal wspierający
- Cliff Williams – gitara basowa, wokal wspierający
- Phil Rudd – perkusja